# Filmes de 1937 da Paramount Pictures
Em 1937, a Paramount Pictures lançou um total de 63 filmes.

## Destaques
As produções mais significativas foram:
- Angel, comédia romântica sobre triângulo amoroso, último filme de Marlene Dietrich no estúdio pelos próximos dez anos
- Easy Living, comédia inteligente, com bom elenco, bons diálogos e crítica social bem engendrada, graças ao roteiro de Preston Sturges e à direção de Mitchell Leisen[1]
- Internes Can't Take Money, primeira aparição do Dr. Kildare, personagem de rentáveis quinze filmes B na MGM (1938-1947) e de uma série de TV com 190 episódios na NBC (1961-1966)
- Maid of Salem, drama histórico sobre fanatismo, bruxaria e superstição, com Claudette Colbert e Fred MacMurray em papéis atípicos
- Make Way for Tomorrow, drama amargo sobre a velhice e o conflito de gerações, auge das carreiras de Victor Moore, Beulah Bondi, Fay Bainter e Thomas Mitchell[2]
- Souls at Sea,  aventura marítima sobre o movimento contra o tráfico negreiro; apesar de ter sofrido inúmeros cortes, recebeu três indicações ao Oscar[1]
- True Confession, nova reunião de Carole Lombard e Fred MacMurray, uma comédia satírica bem recebida nas bilheterias
- Waikiki Wedding, comédia musical passada no Havaí, ganhadora de um Oscar, estrelada por Bing Crosby e "um sucesso tão grande quanto o Pacífico"[2]
- Wells Fargo, popular western épico que mistura dramas domésticos e história da colonização da região Oeste dos Estados Unidos, com um forte elenco liderado por Joel McCrea

## Prêmios Oscar
Décima cerimônia, com os filmes exibidos em Los Angeles em 1937:
| Filme                  | Indicações                                       | Premiações |
| ---------------------- | ------------------------------------------------ | ---------- |
| Artists and Models     | Canção                                           | ---        |
| Educated Fish          | Curta-Metragem de Animação                       | ---        |
| Every Day's a Holiday: | Direção de Arte                                  | ---        |
| Popular Science J-7-I  | Curta-Metragem: Cor                              | ---        |
| Souls at Sea           | Direção de Arte Trilha Sonora Diretor Assistente | ---        |
| Waikiki Wedding        | Canção Coreografia                               | Canção     |
| Wells Fargo            | Gravação de Som                                  | ---        |

### Prêmios Especiais ou Técnicos
- Farciot Edouart e Paramount Productions, Inc: Prêmio Científico ou Técnico (Classe II - Certificado de Menção Honrosa), "pelo desenvolvimento de um conjunto projetor de transparências em tela dupla"[3]
- Joseph E. Robbins e Paramount Productions, Inc: Prêmio Científico ou Técnico (Classe III - Menção Honrosa, recomendada pela Comissão de Juízes), "pela excelente utilização de princípios acústicos para impedir que o ruído de geradores a gasolina e bomba d'água interfira no som dos filmes"[3]

## Os filmes de 1937
| Título original             | Título PT/BR                   | Título PT/PT                   | Astros                                   | Diretor            |
| --------------------------- | ------------------------------ | ------------------------------ | ---------------------------------------- | ------------------ |
| Angel                       | Anjo                           | O Anjo                         | Marlene Dietrich, Herbert Marshall       | Ernst Lubitsch     |
| Arizona Mahoney             | O Sabido do Arizona            |                                | Robert Cummings, June Martel             | James Hogan        |
| Artists and Models          | Artistas e Modelos             |                                | Jack Benny, Ida Lupino                   | Raoul Walsh        |
| The Barrier                 | Nícia, a Flor do Alasca        |                                | James Ellison, Jean Parker               | Lesley Selander    |
| Blonde Trouble              | Noivar com Música              |                                | Johnny Downs, Eleanore Whitney           | George Archainbaud |
| Blossoms on Broadway        |                                |                                | Edward Arnold, Shirley Ross              | Richard Wallace    |
| Borderland                  | O Herói da Fronteira           |                                | William Boyd, James Ellison              | Nate Watt          |
| Bulldog Drummond Comes Back | Bulldog Drummond Reaparece     |                                | John Howard, John Barrymore              | Louis King         |
| Bulldog Drummond Escapes    | A Evasão de Bulldog Drummond   | A Fuga de Bulldog Drummond     | Ray Milland, Sir Guy Standing            | James Hogan        |
| Bulldog Drummond's Revenge  | A Vingança de Bulldog Drummond |                                | John Howard, John Barrymore              | Louis King         |
| Champagne Waltz             | A Valsa do Champanhe           | A Valsa do Champanhe           | Gladys Swarthout, Fred MacMurray         | Edward Sutherland  |
| Clarence                    |                                |                                | Roscoe Karns, Johnny Downs               | George Archainbaud |
| The Crime Nobody Saw        | Testemunha Inesperada          |                                | Lew Ayres, Vivienne Osborne              | Charles Barton     |
| Daughter of Shanghai        | Tráfico Humano                 |                                | Anna May Wong, Charles Bickford          | Robert Florey      |
| A Doctor's Diary            | A Missão do Médico             |                                | George Bancroft, Helen Burgess           | Charles Vidor      |
| Double or Nothing           | O Dobro ou Nada                |                                | Bing Crosby, Martha Raye                 | Theodore Reed      |
| Easy Living                 | Garota de Sorte                | Uma Pequena Feliz              | Jean Arthur, Edward Arnold               | Mitchell Leisen    |
| Ebb Tide                    | O Tufão                        | O Veleiro Maldito              | Oscar Homolka, Frances Farmer            | James Hogan        |
| Every Day's a Holiday       | A Vida É uma Festa             |                                | Mae West, Edmund Lowe                    | Edward Sutherland  |
| Exclusive                   | Reportagem de Sangue           |                                | Fred MacMurray, Frances Farmer           | Alexander Hall     |
| Forlorn River               | Alma de Renegado               |                                | Buster Crabbe, Ruth Warren               | Charles Barton     |
| The Girl from Scotland Yard | Aquela Dama Londrina           |                                | Karen Morley, Robert Baldwin             | Robert Vignola     |
| The Great Gambini           | O Famoso Gambini               |                                | Akim Tamiroff, Genevieve Tobin           | Charles Vidor      |
| Her Husband Lies            | O Marido Mentiu                |                                | Ricardo Cortez, Gail Patrick             | Edward Ludwig      |
| Hide, Wide, and Handsome    | Alegre e Feliz                 |                                | Irene Dunne, Randolph Scott              | Rouben Mamoulian   |
| Hideaway Girl               | Fugitiva a Bordo               |                                | Martha Raye, Robert Cummings             | George Archainbaud |
| Hills of Old Wyoming        | A Sombra da Lei                |                                | William Boyd, Russell Hayden             | Nate Watt          |
| Hold 'Em Navy               | Menina dos Meus Olhos          |                                | Lew Ayres, John Howard                   | Kurt Neumann       |
| Hopalong Rides Again        | O Estouro da Boiada            |                                | William Boyd, Russell Hayden             | Lesley Selander    |
| Hotel Haywire               |                                |                                | Leo Carrillo, Mary Carlisle              | George Archainbaud |
| I Met Him in Paris          | Conheci-o em Paris             | Conheci-o em Paris             | Claudette Colbert, Melvyn Douglas        | Wesley Ruggles     |
| Internes Can't Take Money   | Escravos do Dever              |                                | Joel McCrea, Barbara Stanwick            | Alfred Santell     |
| John Meade's Woman          | Caprichos da Sorte             |                                | Edward Arnold, George Bancroft           | Richard Wallace    |
| King of Gamblers            | O Amor É Como um Jogo          |                                | Claire Trevor, Lloyd Nolan               | Robert Florey      |
| The Last Train from Madrid  | O Último Trem de Madri         |                                | Dorothy Lamour, Lew Ayres                | James Hogan        |
| Let's Make A Million        |                                |                                | Edward Everett Horton, Charlotte Wynters | Ray McCarey        |
| Maid of Salem               | A Donzela de Salem             |                                | Claudette Colbert, Fred MacMurray        | Frank Lloyd        |
| Make Way for Tomorrow       | A Cruz dos Anos                |                                | Victor Moore, Beulah Bondi               | Leo McCarey        |
| Midnight Madonna            | Anjo da Fortuna                |                                | Warren William, Mady Correll             | James Flood        |
| Mountain Music              |                                |                                | Martha Raye, Bob Burns                   | Robert Florey      |
| Murder Goes to College      | Mistério na Universidade       |                                | Lynne Overman, Roscoe Karns              | Charles Reisner    |
| Night Club Scandal          | O Mistério do Cabaré           |                                | John Barrymore, Lynne Overman            | Ralph Murphy       |
| A Night of Mistery          |                                |                                | Grant Richards, Roscoe Karns             | E. A. Dupont       |
| North of Rio Grande         | Vingança de Irmão              |                                | William Boyd, Russell Hayden             | Nate Watt          |
| On Such a Night             | O Morto Vivo                   |                                | Karen Morley, Grant Richards             | E. A. Dupont       |
| Outcast                     | Vencida a Calúnia              |                                | Warren William, Karen Morley             | Robert Florey      |
| Partners in Crime           | No Mundo dos Espertos          |                                | Lynne Overman, Roscoe Karns              | Ralph Murphy       |
| Partners of the Plains      | Heróis do Rancho               |                                | William Boyd, Russell Hayden             | Lesley Selander    |
| Rustler's Valley            | O Fim da Quadrilha             |                                | William Boyd, Russell Hayden             | Nate Watt          |
| She Asked for It            |                                |                                | Vivienne Osborne, William Gargan         | Erle Kenton        |
| She's No Lady               |                                |                                | Ann Dvorak, John Trent                   | Charles Vidor      |
| Sophie Lang Goes West       | Miss Lang em Hollywood         |                                | Gertrude Michael, Buster Crabbe          | Charles Reisner    |
| Souls at Sea                | Almas ao Mar                   |                                | Gary Cooper, George Raft                 | Henry Hathaway     |
| Swing High, Swing Low       | Começou no Trópico             | A Comédia da Vida              | Carole Lombard, Fred MacMurray           | Mitchell Leisen    |
| Texas Trail                 | Laçada do Destino              |                                | William Boyd, Russell Hayden             | David Selman       |
| This Way, Please            | Amor Entre Bastidores          |                                | Charles "Buddy" Rogers, Betty Grable     | Robert Florey      |
| Thrill of a Lifetime        | Uma Só Vez na Vida             |                                | James V. Kern, Charles Adler             | George Archainbaud |
| Thunder Trail               | Caprichos do Destino           |                                | Gilbert Roland, Charles Bickford         | Charles Barton     |
| True Confession             | Confissão de Mulher            | São Assim as Mulheres          | Carole Lombard, Fred MacMurray           | Wesley Ruggles     |
| Turn off the Moon           | Apaga a Lua                    |                                | Charles Ruggles, Kenny Baker             | Lewis Seiler       |
| Waikiki Wedding             | Amor Havaiano                  | Hawaí, Paraíso dos Meus Sonhos | Bing Crosby, Bob Burns                   | Frank Tuttle       |
| Wells Fargo                 | Uma Nação em Marcha            |                                | Joel McCrea, Bob Burns                   | Frank Lloyd        |
| Wild Money                  | O Pão Duro                     |                                | Edward Everett Horton, Louise Campbell   | Louis King         |